# Gara
Gara (baskisch für Wir sind) ist eine zweisprachige (Baskisch und Spanisch) Tageszeitung im  Baskenland (Spanien), welche in Donostia (span.: San Sebastián) herausgegeben wird. Dabei ist der Anteil auf Spanisch verfasster Texte größer als der als derjenige baskisch geschriebener.
Gara hat nach eigenen Angaben 130.000 Leser und erscheint seit dem 30. Januar 1999 als Nachfolgerin der linksgerichteten und pro-separatistischen Egin, welche am 15. Juli 1998 von der spanischen Regierung unter José María Aznar verboten wurde.
Am 12. März 2004 wird sie international bekannt, als sie um 18 Uhr meldet, dass eine Person im Namen der baskischen Separatistenorganisation ETA bei ihr angerufen haben soll, welche die Beteiligung der ETA an den Madrider Zuganschlägen dementierte.
Siehe auch: Liste von Zeitungen